# Cyrus Griffin

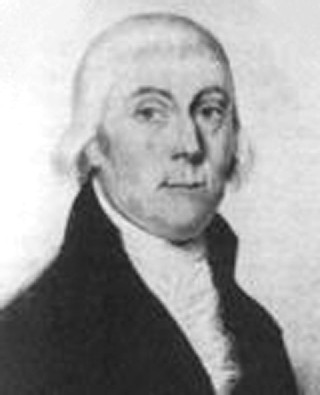
Cyrus Griffin

Cyrus Griffin (* 16. Juli 1749 in Farnham, Richmond County, Colony of Virginia; † 14. Dezember 1810 in Yorktown, Virginia) war ein US-amerikanischer Jurist und Politiker. Vom 22. Januar 1788 bis zur Abschaffung des Amtes am 2. November 1788 war er der zehnte und letzte Präsident des Konföderationskongresses.
Griffin kam in Virginia zur Welt, wurde aber in England erzogen und studierte an der Universität Edinburgh in Schottland. Während er sich dort aufhielt, heiratete er die Tochter eines schottischen Adligen.
Nach der Rückkehr nach Amerika schlug Griffin eine politische Laufbahn ein. 1777 und 1778 gehörte er erstmals dem House of Delegates von Virginia an, ein weiteres Mal in den Jahren 1786 und 1787. 1778 wurde er als Delegierter zum Zweiten Kontinentalkongress entsandt, dem er bis 1780 angehörte. Nach einer sich anschließenden Amtszeit als Richter am neu gegründeten Appellationsgericht, das sich mit der Beschlagnahmung feindlicher Schiffe und ihrer Fracht beschäftigte, gehörte er ab 1787 dem Konföderationskongress an. Anfang 1788 trat er die Nachfolge von Arthur St. Clair als Präsident des Konföderationskongresses an.
1789 wurde Griffin zum Beauftragten für die Creek-Indianer berufen. Im selben Jahr übernahm er den Posten eines Richters am Bundesbezirksgericht für den Distrikt Virginia, den er bis zu seinem Tod bekleidete. Er wurde in Williamsburg an der Seite seiner Frau beigesetzt.